# Syukuro Manabe
Syukuro Manabe o Shukurō Manabe (in giapponese: 真鍋 淑郎; Shingū, 21 settembre 1931) è un climatologo e fisico giapponese naturalizzato statunitense noto per i suoi studi pionieristici sull'utilizzo dei computer per le simulazioni climatiche.
Nel 2021 ha ricevuto il premio Nobel per la fisica (assieme a Klaus Hasselmann e separatamente da Giorgio Parisi) "per la modellizzazione fisica del clima terrestre, quantificando la variabilità e prevedendo in modo affidabile il riscaldamento globale". Si trattò in particolare della prima assegnazione di tale premio per argomenti legati alla climatologia, e in generale alla geofisica.

## Biografia
Nato nel 1931, Manabe ha conseguito il dottorato di ricerca presso l'università di Tokyo nel 1958 e si è poi trasferito negli Stati Uniti per lavorare presso la sezione di ricerca sulla circolazione generale dell'Ufficio meteorologico degli Stati Uniti, poi diventato il laboratorio di dinamica dei fluidi geofisici del NOAA, continuando fino al 1997. Dal 1997 al 2001 ha lavorato presso il Frontier Research System for Global Change in Giappone ricoprendo il ruolo di direttore della divisione di ricerca sul riscaldamento globale. Nel 2002 è tornato negli Stati Uniti come collaboratore di ricerca ospite presso il Program in Atmospheric and Oceanic Science all'università di Princeton. Attualmente ricopre il ruolo di meteorologo senior presso tale università.

## Risultati scientifici
Operando al Geophysical Fluid Dynamics Laboratory del NOAA, prima a Washington e in seguito a Princeton, Manabe ha lavorato, assieme a Joseph Smagorinsky, nello sviluppo di modelli tridimensionali dell'atmosfera. Come primo passo, Manabe e Richard Wetherald nel 1967 svilupparono un modello dell'atmosfera a colonna singola unidimensionale, in equilibrio radiativo-convettivo, tenendo conto degli effetti di feedback positivo del vapore acqueo. Utilizzando il modello, scoprirono che, in risposta alla variazione della concentrazione atmosferica di anidride carbonica, si verifica un aumento di temperatura sulla superficie terrestre e nella troposfera, e una diminuzione nella stratosfera. Lo sviluppo del modello radiativo-convettivo fu un passo di fondamentale importanza verso lo sviluppo di un modello completo di circolazione generale dell'atmosfera. Usarono tale modello tridimensionale per simulare per la prima volta la risposta della temperatura e del ciclo idrologico all'aumento dell'anidride carbonica. Nel 1969 Manabe e Kirk Bryan pubblicarono le prime simulazioni climatiche con modelli accoppiati oceano-atmosfera, in cui il modello di circolazione generale dell'atmosfera è combinato con quello dell'oceano. Nel corso degli anni '90 e dei primi anni 2000 il gruppo di ricerca di Manabe ha utilizzato i modelli accoppiati atmosfera-oceano per studiare la risposta nel tempo del clima alle variazioni di concentrazione di gas serra nell'atmosfera. Hanno anche applicato il modello allo studio dei cambiamenti climatici passati, ad esempio il ruolo dell'immissione di una grande massa di acqua dolce nell'Oceano Atlantico settentrionale come causa del cosiddetto cambiamento climatico osservato (il cosiddetto Dryas recente) nel record paleoclimatico. È stato anche uno degli autori del primo e del terzo Rapporto IPCC sul cambiamento climatico.

## Premi e riconoscimenti
Syukuro Manabe è stato insignito nel tempo di numerosi riconoscimenti, come la medaglia Rossby dell'American meteorogical society, la medaglia Bowie dell'American Geophysical Union, la medaglia Milutin Milenkovic dell'European Geophysical Society nel 1998, il premio Crafoord nel 2018 e, soprattutto, il premio Nobel per la fisica nel 2021.
Syukuro Manabe è membro della National Academy of Sciences degli Stati Uniti e membro straniero della Accademia del Giappone, dell'Academia Europæa e della Royal Society of Canada. Fu la prima persona a ricevere nel 1992 il Premio Blue Planet.